# Nor Ughi
Nor Ughi (in armeno Նոր ուղի?) è un comune dell'Armenia di 920 abitanti (2008) della provincia di Ararat.